# 니콜라이 키로프
니콜라이 이바노비치 키로프(러시아어: Николай Иванович Киров, 벨라루스어: Мікалай Іванавіч Кіраў 미칼라이 이바나비치 키라프, 1957년 11월 22일 ~ )는 전 벨라루스의 육상 선수로 주로 800m에 나갔다.
호멜에서 태어난 그는 소련을 대표하여 1980년 모스크바 올림픽에 나가 800m 결승전에서 영국의 듀오 선수 서배스천 코와 스티브 오벳에 밀려 동메달을 획득하였다.
키로프는 1982년 유럽 선수권에 나가 1500m에서 은메달을 따냈다.